# Concursul Muzical Eurovision Junior 2008
Concursul Muzical Eurovision Junior 2008 a fost a 6-a ediție a Concursului Muzical Eurovision Junior de creație muzicală și interpretare pentru copii. El a avut loc în Centrul Atletic „Spyros Kyprianou” din Limassol numit și Palais des Sports (Palatul Sporturilor). Cipru a câștigat dreptul de a găzdui concursul învingând candidaturile Portugaliei, Serbiei, Suediei și Ucrainei. A fost primul Concurs Muzical Eurovision Junior care nu va avea țări debutante. Spectacolul a avut loc pe 22 noiembrie 2008.

## Echipa de producție
Echipa de producție pentru Eurovision Junior 2008 a fost decisă de EBU. 
- Klitos Klitou (directorul CyBC, și, de asemenea, directorul participării cipriote la Concursul Muzical Eurovision Junior 2007 din Helsinki și directorul Finalei Naționale Cipriote 2007 care a ales reprezentantul Ciprului la Eurovision Junior 2007 din Rotterdam). Kleitou a fost directorul Eurovisionului Junior 2008.
- Despo Karpi a fost producătorul spectacolului.
- Munro Forbes, colaborator cu CyBC pentru 2 ani, a fost producătorul executiv.

Aceste nume au fost aprobate de EBU și au avut un rol important în organizarea perfectă a concursului.

## Rezultate
| #  | Țara                | Limba cântecului | Artist                         | Cântec                     | Traducerea în română      | Locul | Punctele |
| -- | ------------------- | ---------------- | ------------------------------ | -------------------------- | ------------------------- | ----- | -------- |
| 1  | România             | Română           | Mădălina și Andrada            | "Salvați planeta"          | -                         | 9     | 58       |
| 2  | Armenia             | Armean           | Monica                         | "Im erghi hnciună"         | Sunetele din cântecul meu | 8     | 59       |
| 3  | Belarus             | Rusă             | Daria, Alina și Karina         | "Serdțe Belarusi"          | Inima Belarusului         | 6     | 86       |
| 4  | Rusia               | Rusă             | Mihail Puntov                  | "Spit anghel"              | Îngerul doarme            | 7     | 73       |
| 5  | Grecia              | Greacă           | Niki Yiannouchu                | "Kapoia nychta"            | O noapte                  | 14    | 19       |
| 6  | Georgia             | Georgiană        | Bzikebi (Viespele)             | "Bzz!"                     | Bzz!                      | 1     | 154      |
| 7  | Belgia              | Olandeză         | Oliver                         | "Shut up"                  | Taci                      | 11    | 45       |
| 8  | Bulgaria            | Bulgară          | Krestiana Kresteva             | "Edna mecita"              | Un vis                    | 15    | 15       |
| 9  | Serbia              | Sârbă            | Maja Mazić                     | "Uvek kad u nebo pogledam" | Când privesc la cer       | 12    | 37       |
| 10 | Malta               | Engleză          | Daniel Testa                   | "Junior Swing"             | Legănarea juniorului      | 4     | 100      |
| 11 | Țările de Jos       | Olandeză         | Marissa                        | "1 dag"                    | O zi                      | 13    | 27       |
| 12 | Ucraina             | Ucraineană       | Victoria Petrik                | "Matrosî"                  | Marinarii                 | 2     | 135      |
| 13 | Lituania            | Lituaniană       | Egle Jurgaityte                | "Laiminga Diena"           | Zi fericită               | 3     | 103      |
| 14 | Republica Macedonia | Macedoneană      | Bobby Andonov                  | "Prati mi SMS"             | Trimite-mi un SMS         | 5     | 93       |
| 15 | Cipru               | Greacă           | Elena Mannouri și Charis Savva | "Gioupi Gia"               | Whoopee Yia               | 10    | 46       |

### 12 puncte
| Nr. | Pentru   | De la                                                                     |
| --- | -------- | ------------------------------------------------------------------------- |
| 8   | Georgia  | Armenia, Belgia, Bulgaria, Cipru, Lituania, Țările de Jos, Rusia, Ucraina |
| 3   | Ucraina  | Georgia, Malta, România                                                   |
| 1   | Lituania | Serbia                                                                    |
| 1   | Rusia    | Belarus                                                                   |
| 1   | Cipru    | Grecia                                                                    |
| 1   | Serbia   | Republica Macedonia                                                       |

- Toate țările primesc la început 12 puncte din oficiu.

## Transmisiuni internaționale
- Australia
- Azerbaidjan
- Bosnia și Herțegovina